# Električni izboj
Električni izboj je prolazak električnoga naboja kroz plinove u električnom polju pri kojem zbog sudara među česticama dolazi do određenih (svjetlosnih, akustičkih, toplinskih) popratnih pojava. Plinovi su izvrsni izolatori na temperaturama nižim od 1000 K (727 °C), pa će električna struja poteći tek ako se zbog nekoga vanjskog utjecaja (na primjer zračenja) u njima pojave slobodni nosioci električnoga naboja (elektroni, ioni). Svojstva električnih izboja ovise o uvjetima u kojima je došlo do izboja (na primjer električnom naponu električnog polja, tlaku, temperaturi i vrsti plina). Uvjeti nastanka i svojstva električnih izboja proučavaju se prilikom osmišljavanja gradnje rasvjetnih tijela i izrade visokonaponske električne opreme. Pojave vezane za električni izboj su električni luk, vatra svetog Ilije ili Elmova vatra, ionizacija; korona, munja.

## Vatra svetog Ilije
Vatra svetog Ilije, vatra svetog Nikole ili vatra svetog Elma je gotovo neprekidno slabo do umjereno električno izbijanje u atmosferi praćeno svjetlošću, koje se zapaža na povišenim objektima (gromobranima, vjetruljama, jarbolima, općenito šiljcima i izloženim dijelovima, pa i na krilima i elisama zrakoplova). Pojavljuje se za izraženih grmljavinskih oluja kada je vrlo pojačano električno polje u donjem sloju atmosfere. U hrvatskoj se tradiciji ta pojava vezuje uz svetog Nikolu, zaštitnika pomoraca i putnika, pa se koristi i naziv vatra svetog Nikole (prvi zapis kod Benedikta Kotruljevića u djelu O plovidbi, 1464.). U meteorologiji je u uporabi i naziv vatra svetog Ilije.

## Električni luk
Električni luk je trajno samostalno izbijanje elektriciteta u plinovima, među grafitnim ili metalnim elektrodama, označeno visokom temperaturom i velikom gustoćom struje, pojavom užarene katodne mrlje s jakom termoelektronskom i fotoelektronskom emisijom, te padajućom značajkom napon – električna struja. Zbog složenosti eksperimentalnih istraživanja, još su i danas neka pitanja teorije luka nedovoljno objašnjena, premda je do prvih otkrića o luku došlo već početkom 19. stoljeća (Vasilij V. Petrov 1802., Humphry Davy 1809). Podizanjem narinutoga napona dolazi najprije do različitih vrsta pražnjenja (tamno, tinjavo, prameno izbijanje) uz neznatne gustoće struje, što na kraju dovodi do trenutačnoga proboja u obliku iskre. Ako je izvor struje dovoljno jak, iskra prelazi u električni luk.
Svjetlosni i toplinski učinci električnoga luka imaju raznovrsnu tehničku primjenu (lučnice, živine i slične žarulje, lučne peći za taljenje, aparat za ručno elektrolučno zavarivanje). Važna je uloga električnoga luka u procesima prekidanja strujnih krugova u električnim sklopnim aparatima i u procesima ispravljanja izmjenične struje u elekričnim živinim ispravljačima.

## Ionizacija
Ioniziranje ili ionizacija je nastajanje električki nabijenih čestica, iona, iz neutralnih atoma ili molekula. Ionizaciju može izazvati druga električki nabijena čestica (ion, elektron, pozitron, mezon, proton, alfa-čestica, deuteron) koja se giba kroz plinovitu, kapljevitu ili čvrstu tvar, ako je kinetička energija čestice dovoljno velika da u sudaru s neutralnim atomima ili molekulama izbaci iz njih elektrone. Najmanja za to potrebna energija je energija ionizacije (ionizacijski potencijal), to jest energija koja je dovoljna da izolirani atom ili molekula u plinovitom stanju izgube jedan elektron, pri čemu nastaje ionski par: pozitivno nabijeni ion i izbačeni elektron. Energija ionizacije mjera je sposobnosti nekog kemijskog elementa da ulazi u kemijske reakcije uz stvaranje iona. Prva energija ionizacije odnosi se na gubitak najslabije vezanog elektrona u neutralnom atomu, druga, veća energija ionizacije odnosi se na ionizaciju tako nastaloga kationa i tako dalje. Ukupan broj ionskih parova nastalih na jedinici duljine uzduž puta čestice naziva se ionizacijska gustoća (specifična ionizacija) i mjeri se najčešće u odnosu prema ionizacijskoj gustoći u zraku. Ona ovisi o energiji, masi i naboju čestice, za razliku od totalne ionizacije, to jest ukupnoga broja ionskih parova nastalih uzduž cijele staze čestice, koji ovisi uglavnom samo o energiji s kojom je čestica ušla u tvar. Atomi ili molekule mogu ionizacijom izgubiti po jedan elektron ili više njih, a izbačeni elektron može kratko vrijeme ostati slobodan, može se vezati uz neki neutralni atom ili molekulu i tako stvoriti negativno nabijen ion, ili se pak spojiti s nekim pozitivno nabijenim ionom. Prosječni put koji oslobođeni elektron prijeđe prije nego što se spoji s drugom česticom naziva se srednji slobodni put i ovisi uglavnom o tlaku plina i stupnju ionizacije, to jest o omjeru između broja nastalih iona i preostalih neutralnih atoma, odnosno molekula. Gibajući se kroz sredstvo, čestica koja uzrokuje ionizaciju postupno gubi energiju i konačno se može zaustaviti. U zraku pri temperaturi od 15 °C i tlaku od 101 325 Pa utrošak energije po nastajanju jednog ionskoga para iznosi oko 32,5 eV i ne ovisi o uzročniku ionizacije.
Uz primarnu ionizaciju, koju izravno uzrokuje čestica, zbiva se i sekundarna ionizacija, to jest proces nastajanja iona djelovanjem elektrona i iona koji su nastali primarnom ionizacijom, ako su prilikom svojega postanka dobili dovoljno veliku energiju. Neutralne čestice, na primjer neutron ili neutralni mezon, mogu uzrokovati samo sekundarnu ionizaciju, predajući ili svu svoju energiju ili samo njezin dio nekoj električki nabijenoj čestici, na primjer protonu.

## Električno izbijanje u razrijeđenim plinovima
Plinovi i pare su loši vodiči elektriciteta kod običnog tlaka i niskog električnog napona. Tek onda kad se približe dva tijela, između kojih postoji visoki napon od nekoliko tisuća volti, preskočit će električna iskra. Tako je na primjer zrak kod običnog tlaka vrlo loš vodič elektriciteta, pa za preskok iskre treba vrlo veliki napon, oko 30 000 V po centimetru duljine iskre.
U razrijeđenim plinovima pojave električnog pražnjenja su savim drugačije. Uzme se staklena cijev koja je cjevčicom spojena sa zračnom sisaljkom. Staklena cijev duga je oko 400 mm, promjera 40 mm i ispunjena zrakom. Cijev se postepeno isisava zračnom sisaljkom. Na krajevima cijevi nalaze se polne elektrode. Pozitivna elektroda ili anoda sastoji se od tanke aluminijske niti, a negativna elektroda ili katoda je okrugla aluminijska pločica. Elektrode se mogu spojiti s izvorom struje visokog napona. Dok je zrak još pod atmosferskim tlakom od oko 1 bar, u cijevi ne postoji nikakvo izbijanje. Kod razrjeđenja od 0,05 bara pojavi se između polova tanka vijugava, plavkasta svijetla nit. Snizujemo li tlak i dalje, nit postaje sve šira, pa će kod tlaka od 0,001 bar ispuniti gotovo cijelu staklenu cijev, tako da ispred anode bude ljubičasta svjetlost koja se zove pozitivni stup svjetlosti. Na katodi se javlja tanki sloj plave svjetlosti koja se zove tinjava svjetlost. Između tinjave svjetlosti na katodi i pozitivnog stupa na anodi nalazi se tamno područje, takozvani Faradayev tamni prostor. Kod razjeđenja od 0,000 5 bara nestaje pozitivni stup svjetlosti, a negativna tinjava svjetlost dolazi gotovo do anode, dok se Crookesov tamni prostor proširuje. Kad tlak padne na 0,000 03 bara, nestaje i negativne tinjave svjetlosti, pa se izbijanje više ne vidi. Kod ovog razrjeđenja u cijevi iz katode izlaze zrake koje na staklenoj cijevi prouzrokuju svjetlucanje (fluorescencija). Te se zrake zovu katodne zrake. Kod razrjeđenja od 0,000 001 bar prestaje fluorescencija i svaki prolaz električne struje kroz razrijeđeni plin.
Sve ove pojave su posljedica ionizacije razrijeđenog zraka koju proizvode elektroni. U svakom se naime plinu, pa i u zraku, nalaze uz neutralne atome i atomi s električnim nabojem, takozvani ioni. Na te ione djeluje električno polje privlačnom silom i nastaje gibanje pozitivnih iona prema katodi, a negativnih iona prema anodi. U dugačkim cijevima dobivaju ioni velike brzine, a time i veliku kinetičku energiju, pa dolazi do sudara s drugim molekulama iz kojih izbijaju elektroni i tako stvaraju nove električne naboje. Svjetlosne pojave koje se javljaju u razrijeđenim plinovima iskorišćuju se kod različitih svjetiljki. Pozitivnu svjetlost iskorišćuju takozvane fluorescentne cijevi koje se sve više upotrebljavaju za električnu rasvjetu jer daju jaču svjetlost nego električne žarulje, a osim toga troše mnogo manje električne energije.
To su ravne staklene cijevi koje se izrađuju u duljinama od 230 do 1 500 mm s promjerom od 16 do 54 mm. Na svakom kraju cijevi nalazi se elektroda, načinjena od volframove žice u obliku spirale. Cijev je ispunjena argonom pod malim tlakom, i u njoj se nalazi mala kapljica žive. Cijevi su fluoroscentne jer su s unutarnje strane premazane specijalnom masom koja se zove luminofor. Kako se u cijevi razvijaju ultraljubičaste zrake, to luminofor fluorescira pod njihovim utjecajem. Boja svjetla koju daje cijev ovisi o materijalu koji je upotrijebljen kao luminofor. Mogu se postići različite boje svjetla, pa i posve bijelo svjetlo i svjetlo slično danjem. Za paljenje takve svjetiljke treba poseban upaljač ili starter i prigušnica. Kad se priključi na električni napon, strujni krug je zatvoren preko upaljača (startera) fluoroscentne cijevi. Zbog toka struje ugriju se elektrode. Nakon kratkog vremena upaljač prekida strujni krug. Kad se struja prekine, nastaje zbog samoindukcije prigušnice relativno veliki napon između elektroda. Zbog toga se cijev upali, pa je strujni krug zatvoren kroz cijev mimo upaljača, koji je otvoren.
Među svjetiljke na udarnu ionizaciju spadaju također tinjalice koje iskorišćuju negativnu tinjavu svjetlost.

### Katodno zračenje
Katodno zračenje je naziv za struju elektrona koji u cijevima s plinskim izbojem ili u elektronskim cijevima struje od katode prema anodi. Danas je naziv katodno zračenje proširen na svako odašiljanje elektrona iz katode. Rabi se u nekim vrstama elektronskih cijevi, za dobivanje rendgenskoga zračenja i drugo (na primjer katodna cijev).

### Geisslerova cijev
Geisslerova cijev je staklena cijev s utaljenim elektrodama, u kojima se pod sniženim tlakom nalazi neki plin (na primjer neon ili helij) ili smjesa plinova. Nazvane su prema njemačkom staklopuhaču Heinrichu Geissleru, koji ih je izrađivao po narudžbi njemačkoga fizičara Juliusa Plückera (zato su se katkad nazivale i Plückerovim cijevima). Pri visokom naponu nastaje između elektroda u cijevi električno izbijanje, a zbog ionizacije plina nastaju i svjetlosne pojave. Cijevi namijenjene istraživanju svjetlosnoga spektra u sredini su stanjene u kapilaru. Od Geisslerovih cijevi razvile su se svijetleće cijevi, koje služe za rasvjetu i danas se, oblikovane u slova, znakove ili likove, vrlo mnogo upotrebljavaju za izradbu svijetlećih natpisa, reklama i slično. Boja svjetlosti ovisi o vrsti i tlaku plina u cijevi te o vrsti i boji stakla, a postiže se i dodatkom para nekih metala, pa tako cijevi punjene neonom svijetle crveno, one punjene argonom i živinim parama plavo, a natrijevim parama žuto itd.

### Crookesova cijev
Crookesova cijev je vakuumska cijev, preteča rendgenske cijevi kojom su otkrivene katodne zrake. To je staklena cijev punjena plinom niskoga tlaka, s dvije elektrode na koje se dovodi visoki napon. Nazvana je po njenom otkrivaču Williamu Crookesu.

### Rendgenska cijev
Rendgenska cijev je izvor rendgenskog zračenja u današnjim rendgenskim uređajima i strojevima. Danas se upotrebljavaju rendgenske cijevi s užarenom katodom, koje su mnogo učinkovitije u emitiranju elektrona od hladne katode u ionskim cijevima, kao što su bile Crookesova cijev ili Coolidgeova cijev.

## Korona
U fizici i elektrotehnici, korona je svjetleći izboj koji se pojavljuje obično na mjestima gdje su vodiči visokog napona svinuti pod oštrim kutom. Uz određene meteorološke uvjete koji pogoduju stvaranju iona, korona se opaža na prostoru oko ovjesišta dalekovodnih žica. Pojava djeluje korozivno, a uzrokuje i gubitke električne energije, pa se pri konstrukciji dalekovoda nastoje izbjeći oštre promjene smjera vodiča.

## Munja
Munja je naglo pražnjenje atmosferskog električnoga naboja koncentriranog u olujnim, grmljavinskim oblacima (kumulonimbusima), povezano s pojavom intenzivnoga bljeska i snažnoga zvučnog udara (grom). Unutar grmljavinskih oblaka električni potencijal naraste i do 3 milijuna Volti pa zrak više nije dostatan izolator i nastaje izbijanje električnoga naboja unutar oblaka, prema drugom oblaku, prema okolnomu zraku ili prema tlu (jedno takvo izbijanje na svakih deset). Munja se može vidjeti i na udaljenostima do 150 kilometara. Najčešća je izlomljena linearna munja. Od njezina glavnog puta često se odvaja više grana. Istraživanja linearne munje ultrabrzim kamerama pokazala su da munja između oblaka i tla nastaje u nekoliko faza: svakoj munji prethodi početno, slabije pretpražnjenje, koje napreduje brzinom od približno 50 m/s i postupnom ionizacijom zraka stvara takozvani kanal munje, svjetlosni, intenzivno ugrijan (do 30 000 K) koridor promjera nekoliko centimetara. Kada kanal poveže oblak i tlo (ili dva suprotno nabijena oblaka), nastupi kroza nj u suprotnom smjeru obilno električno pražnjenje, glavni udar munje, koji češće putuje od tla (ili morske površine) prema oblaku nego obratno. Takvih je povratnih udara u jednoj munji više, prosječno dva, ali ih može biti i do 40, s vremenskim razmakom od prosječno 0,03 sekunde.
Električni naponi između krajnjih točka munje iznose i do 100 milijuna Volta; maksimalne su struje nekih munja 100 000 Ampera, a traju od 0,1 do 0,6 sekunda, uz temperaturu u kanalu munje višu od 20 000 Kelvina. Zbog zagrijavanja, ionizacije i disocijacije uzduž puta munje naglo se i drastično mijenja tlak zraka, što je uzrok nastanka groma. Opažene su i tihe munje. Munje pokazuju dvostruk razorni učinak: kod vrlo jakih struja nastaje kratkotrajno, ali vrlo jako magnetsko polje, koje daje eksplozivni učinak; struje do 500 A teku dosta dugo (s obzirom na trajanje samoga svjetlosnog efekta munje), pa uzrokuju jak toplinski učinak, koji djeluje razorno, osobito na vodiče.
Uz često zapažene oblike razgranate munje, koja udara prema tlu, pojavljuje se gdjekad i takozvana biserna munja u obliku niza od 20 do 30 svjetlosnih zrna, promjera približno 10 cm i odvojenih tamnim prostorima. Plošna munja električno je izbijanje unutar oblaka, kod kojega su osvijetljene velike površine oblaka, no sam kanal munje nije zamjetljiv. Toplinska munja pojava je munje na velikoj udaljenosti od promatrača, prevelikoj da bi se čula grmljavina; ona može biti crvene boje zbog raspršenja i apsorpcije svjetlosti u zraku. Kuglasta munja vrlo je rijetka i do danas još nerazjašnjena pojava električnoga izbijanja; pojavljuje se u obliku žute do crvene svjetleće kugle promjera 10 do 20 cm, rijetko i do 1 m, u kojoj je temperatura 4000 do 5000 °C. Kratko se vrijeme lagano kreće i nestaje tiho ili uz prasak, ostavljajući za sobom jak miris po sumporu i nitritu.
Kada se zbog povišene vlage poveća električna provodnost zraka, kao za grmljavinskih procesa, može se na istaknutim vrhovima planina, šiljcima visokih zgrada, jarbolima i stupovima pojaviti takozvana vatra svetog Ilije ili vatra svetog Elma, električno izbijanje u obliku svjetleće zelenkaste ili plavičaste korone. Poznat je i takozvani plavi mlaz, slabi mlaz plave svjetlosti koja izbija iz vrha kumulonimbusa i diže se nepoznatim mehanizmom do visine od 40 do 50 km brzinom većom od 90 km/s, te takozvani crveni vilenjak, svjetlosna pojava u mezosferi, crvenkaste do plave boje i najraznovrsnijih oblika, od velikih mjehura do oblika nalik na veliku hobotnicu, povezana sa snažnim električnim izbijanjem iz kumulonimbusa u tlo.